# Diaperoforma californica
Diaperoforma californica är en mossdjursart som först beskrevs av d'Orbigny 1852.  Diaperoforma californica ingår i släktet Diaperoforma, ordningen Cyclostomatida, klassen Stenolaemata, fylumet mossdjur och riket djur. Inga underarter finns listade i Catalogue of Life.